# Golostebelni sladki koren
Golostebelni sladki koren, tudi likviricija, (znanstveno ime Glycyrrhiza glabra) je zelnata trajnica, tudi polgrm z olesenelimi, znotraj rumenimi, podzemeljskimi deli iz katerih poganjajo do dva metra dolge plazeče veje, ki v višino zraste do enega metra, ima deljene liste, ki so veliki 7-15 centimetrov. Cvetovi (veliki od 0,8-1,2 cm) so vijolične do svetlo modre barve in so združeni v grozdasta socvetja. Plod je podolgovate oblike, dolg 2–3 cm, in vsebuje veliko semen.  Korenine so tik pod zemljo, iz vozlišč pa se izraščajo nove rastline.  Okus sladkega korena je posledica vsebnosti spojine sladkega okusa, anetola ("trans"-1-metoksi-4-(prop-1-enil)benzen). Gre za nenasičen aromatski eter, ki ga najdemo tudi v janežu, komarčku in še nekaterih rastlinah. Vsebuje tudi 6-8% glicirizina, spojine, ki je bolj sladka od namiznega sladkorja.
Iz korenine rastline lahko ekstrahiramo spojine s sladkim okusom. Rastlino uvrščamo v skupino metuljnic (sorodnica fižola in graha) in jo najdemo v južni Evropi ter nekaterih predelih Azije. Kljub temu, da vsebuje snovi s podobnim okusom kot janež, zvezdasti janež in komarček, s temi vrstami ni v sorodu.  Znanstveno ime rastline izhaja iz grščine: γλυκύρριζα (glukurrhiza), kar pomeni ‘sladki koren’  in prihaja iz besed γλυκύς (glukus), "sladek" in ῥίζα (rhiza), "korenina".

## Gojenje in uporaba
Rastlina najbolje uspeva na sušnih tleh v globokih dolinah, ki so pogosto obsijane s soncem. Primerna za nabiranje je jeseni, dve do tri leta po sajenju.
Ekstrakt je mogoče dobiti v obliki sirupa in v trdni obliki. Pridobivajo ga s segrevanjem korenine rastline, dokler ne izhlapi večina vode. Glavna učinkovina ekstrakta je glicirizin, sladilo ki je 30-50 krat slajše kot saharoza, prav tako pa ima tudi farmakološko delovanje.
Okus sladkega korena lahko zasledimo v številnih sladicah in bombonih. V Združenem kraljestvu in ZDA je pogosto v sladkih izdelkih, vendar je v večini primerov okus okrepljen z eteričnim oljem janeža, zato je vsebnost sladkega korena zelo nizka. V Evropi pa so bolj priljubljeni tudi slani bomboni močnejšega okusa.
Na Nizozemskem, kjer je bombon sladkega korena ena najbolj priljubljenih sladkarij pa ima le malo teh izdelkov dodan janež. Pogosteje je mešanje z mentolom, meto in lovorjem. Salmiak je značilna mešanica z amonijevim kloridom, ki ima poseben sladko-slani okus. Najbolj poznana pa je mešanica z namizno soljo, ki jo Nizozemci imenujejo ‘zoute drop’.
Prva uporaba sladkega korena, pomešanega s sladkorjem pa izvira iz mesta Pontefract v Yorkshiru, od koder izhaja tudi znameniti bomboni imenovani ‘Pontefract cakes.’   Na tem območju je pogovorno znana kot španska rastlina, saj naj bi jo tam najprej gojili španski menihi.
Aroma sladkega korena se uporablja tudi v nekaterih pijačah in sadnih čajih, kjer daje sladek priokus. Prav tako je pogost marker okusa v nekaterih zdravilih.
V Italiji (predvsem na jugu) in Španiji je priljubljena ‘sveža rastlina’. Izkopane korenine dobro sperejo in jih žvečijo kot osveževalce daha. V Italiji je pogosta tudi priprava čistega 100% ekstrakta, ki ima bolj intenziven in nekoliko grenak okus. V Kalabriji je popularen liker, narejen iz čistega ekstrakta sladkega korena. Tudi v Siriji je zelo priljubljena pijača iz izvlečka rastline. Energijska vrednost korenine je približno 3,5 kcal/g (15kJ/g).
V kitajski kuhinji se pogosto uporablja kot kulinarična začimba za slano hrano. Pogost ga najdemo kot dodatek v juhah ali sojini omaki.
Je glavna sestavina zelo znane egiptovkse brezalkoholne pijače, ki se imenuje عرقسوس ('erk-soos'), v Franciji pa iz tega korena pripravljajo tudi sladko pijačo Coco.
Paličice sladkega korena, pridobljene iz korenin, imajo premer med dvema in desetimi milimetri. Čeprav na pogled izgledajo kot navadne lesene palice, so dovolj mehke, da jih lahko žvečimo. V petdesetih in šestdestih letih prejšnjega stoletja so bile v nekaterih deželah (Nizozemska, Danska, Švedska) dostopne v prodajalnah s slaščicami. Po žvečenju paličica razpade na posamezna vlakna in dobi rumenkasto obarvanje. Okus korenine je lahko slan ali sladek, odvisen je od premera posameznih paličic. Tanjše so po navadi nekoliko slane (podoben okus kot salmiak), medtem ko so debelejše bolj sladke.
Zaradi previsoke vsebnosti celuloze in olesenelosti vsebine sladki koren ni uporaben za prehrano.

### Zdravilnost
Glicirizinska kislina, ki jo najdemo v sladkem korenu, se na Japonskem uporablja za zdravljenje kroničnega virusnega hepatitisa, saj naj bi zniževala količino transaminaze.  Na modelih miši so že dokazali hepatoprotektivno delovanje. Zadnje raziskave kažejo, da naj bi glicirizinska kislina motila latenten Kaposijev sarkom (kot se je pokazalo tudi pri drugih infekcijah s herpesvirusom v aktivni fazi), zaradi močnega protivirusnega učinka. Kitajci uporabljajo sladki koren tudi za terapijo tuberkuloze 
Sladki koren vpliva tudi na endokrini sistem pri človeku, saj vsebuje izoflavone (fitoestrogene). Nekoliko naj bi znižal količino testosterone v serumu,   vendar ni jasno ali vpliva tudi na količino prostega testosterone. Uživanje med hemodializo bi lahko preprečilo tudi razvoj hiperkaliemije. Veliki odmerki glicirizinske in gliciritinske kisline v ekstraktu sladkega korena pa lahko vodijo do hipokaliemije in znižanja srčnega utripa, kar vodi do povečanja količine mineralokortikoidov. Ti stranski učinki so posledica inhibicije encima 11β-hidroksisteroid dehidrogenaze (tip 2) in posledično povečane aktivnosti kortizola na ledvice, kar kaže na to, da se ob inhibiciji tega encima količina kortizola poveča. Kortizol deluje na iste receptorje kot hormon aldosteron in učinki, ki jih proži so podobni tisti ob povišani koncentraciji aldosterona, čeprav je količina le tega normalna ali celo zmanjšana. Za zamnjšanje možnosti nastanka teh stranskih učinkov so na voljo pripravki rastline z odstranjenim glicirizinom. Inhibicija podobnih encimov v črevesu z glicirizinsko kislino vodi tudi  do povečanega izločanja sluzi in zmanjšanja izločanja kisline v želodcu. Ker zavira Helicobacter pylori se uporablja pri razdraženem želodcu in terapiji ulkusov dvanajstnika. Uporablja se lahko tudi pri zdravljenju ileitisa, sindromu razdražljivega črevesa in Chronovi bolezni.
Izsledki raziskav uporabe izvlečka (7%) sladkega korena so pokazali, da glabridin inhibiria tirozinazo v melanocitih.  Iz ekstrakta lahko pridobivamo tudi karbenoksolon, ki naj bi inhibiral 11β-hidroksisteroid dehidrogenazo (tip1). To je encim, ki ga največ najdemo v jetrih in maščobnem tkivu, kjer je pomemben zlasti zaradi metabolizma, in v možganih, kjer je vpleten v odgovor organizma na stres.

### Alternativna medicina
V tradicionalni kitajski medicine se sladki koren (甘草) uporablja kot sestavina zeliščne mešanice, kjer uravnava ostale sestavine te mešanice. Uporablja se za lajšanje spazmodičnega kašlja.
V zdravilstvu se uporablja v t. i. Hoxseyevi formuli proti raku, saj deluje adaptogeno, kar pomaga ponastaviti hipotalamus-hipofizno-nadledvično os. Lahko se uporablja tudi pri terapiji nekaterih avtoimunskih bolezni, kot so lupus, revmatoidni artritis, skleroderma in alergije.
Dokazano je tudi delovanje glicirizina iz sladkega korena, pri razširitvi dihalnih poti, vnetju pljučnega parenhima in vnetju eozinofilcev v bronhialnem področju, saj stimulira celice imunskega odziva CD4 in CD8.
Možna je tudi uporaba v tradicionalni in naravni medicini (naturopatija) pri razjedah v ustih  ali pri želodčnih razjedah.

### Kajenje
Veliko sladkega korena se uporabi tudi za izdelavo tobačnih izdelkov, saj prispeva k mehkejšemu, slajšemu in bolj izrazitemu okusu tobaka. Pri kajenju nastaja tudi nekaj toksinov, ki jih rastlina vsebuje. Glicirizin širi dihalne poti, kar pomeni, da lahko naenkrat inhaliramo večjo količino dima.

### Toksičnost
Prekomerno uživanje sladkega korena oz. izvlečkov le tega je toksično za jetra in kardiovaskularni sistem, ter lahko privede do hipertenzije in edema.  Občasno se lahko krvni pritisk poveča tudi ob prekomernem uživanju čaja sladkega korena, vendar so ti primeri redki in reverzibilni po prenehanju jemanja droge.  Največ primerov hipertenzije zaradi uporabe sladkega korena je zaradi zaužitja preveč koncentriranih sladic iz sladkega korena. Odmerki, kot je 50 gramov sladkega korena na dan, dva tedna zapovrstjo, lahko močno povišajo krvni tlak.
Poročilo evropske komisije iz leta 2008 pravi, da ‘ljudje ne bi smeli zaužiti več kot 100mg glicirizinske kisline na dan, ker lahko le ta poviša krvni pritisk, oz. povzroči mišično šibkost, kronično utrujenost, glavobole ali znižan nivo testosterona pri moških.’ Proizvajalec znamenitih Ponterfractovih sladic, Haribo, svetuje, da jih je, kot vsako drugo hrano, potrebno uživati v zmernih količinah. Zaradi prekomernega zaužitja (200 gramov na dan) je bila v Yorkshiru hospitalizirana 56-letna ženska. Po aplikaciji kalija je okrevala in bila iz bolnišnice odpuščena že po štirih dneh. 
Primerjalne študije pri nosečnicah kažejo, da lahko imajo prevelike količine sladkega korena (100g na teden) negativen vpliv tako na IQ, kot na vedenje potomcev.

## Varietete rastline
Poznamo več vrst vrst rastline, nekatere med njimi so:
- Glycyrrhiza echinata
- Glycyrrhiza pallida
- Glycyrrhiza officinalis
- Glycyrrhiza loevis
- Glycyrrhiza viscosa
- Glycyrrhiza vulgaris

## Slike
- Vlakna korenin sladkega korena
- Vlakna več različnih rastlin sladkega korena
- Sladki koren z lubjem